# .30 Carbine
La cartuccia .30 carbine (7,62 × 33 mm) è stata sviluppata dalla Winchester, che la realizzò modificando la cartuccia .32WSL del 1906.
Appare per la prima volta nel 1940 e nasce come munizione per la carabina M1 Carbine, un'arma leggera pensata per i soldati in incarichi speciali ed usata dall'esercito statunitense sia durante il secondo conflitto mondiale che durante la guerra del Vietnam.
Ha un bossolo in ottone diritto rimless, innesco tipo Berdan da fucile e palla in piombo da 108-112 grani di forma ogivale e mantellata in acciaio ramato. Viene utilizzata anche nella pistola AMT automag e nel revolver Ruger New Blackhawk.